# Centris flavopilosa
Centris flavopilosa är en biart som beskrevs av Heinrich Friese 1925. Centris flavopilosa ingår i släktet Centris och familjen långtungebin. Inga underarter finns listade.